# Amt Hanerau-Hademarschen
La comunità amministrativa di Hanerau-Hademarschen (Amt Hanerau-Hademarschen) si trovava nel circondario di Rendsburg-Eckernförde nello Schleswig-Holstein, in Germania.
A partire dal 1º gennaio 2012 i comuni che ne facevano parte si sono uniti con i comuni delle comunità amministrative di Aukrug e Hohenwestedt-Land e con il comune di Hohenwestedt per costituire la comunità amministrativa Mittelholstein.

## Suddivisione
Comprendeva i comuni di Beldorf, Bendorf, Bornholt, Gokels, Hanerau-Hademarschen, Lütjenwestedt, Oldenbüttel, Seefeld, Steenfeld, Tackesdorf, Thaden. Il capoluogo era Hanerau-Hademarschen.